# チャーリー・アッベイ
チャーリー・アッベイ（Charles S. "Charlie"  Abbey, 1866年10月14日 - 1926年4月27日）は、アメリカ合衆国のネブラスカ州出身のプロ野球選手（外野手）。左投左打。

## 経歴
1888年、アッベイはネブラスカ州のビーアトリス（Beatrice）に籍を置く独立リーグのチームでプロ野球のキャリアをスタートさせた。その後、1892年までは独立リーグやマイナーリーグのチームを渡り歩く下積み生活を送った。
1893年、アッベイはワシントン・セネタースに入団。同年8月16日にメジャー初出場を果たす。この日の試合出場により、アッベイは史上初のネブラスカ州出身のメジャーリーガーとなった。この年、シーズンでは31試合に出場した。
翌1894年、アッベイは外野手のレギュラーの座をつかみ、129試合（チーム2位）に出場。チームトップの164安打を放ち、打率.314、101打点（チーム2位）、31盗塁（チーム2位タイ）を記録する大活躍を見せた。
続く1895年もレギュラーとして133試合に出場し、打率.275、84打点、28盗塁を記録。また外野手としてナショナル・リーグ1位の34補殺を記録したが、
1896年にはレギュラーの座を明け渡し、79試合出場にとどまった。またこの年には、投手としても1試合に出場。しかし2回で6安打を浴び、3失点（自責点1）という結果に終わっている。
再起を期す1897年は、チーム内でレギュラークラスの位置付けにはあったものの、80試合出場で打率.260と一時のような数字は残せなかった。この年はマイナーリーグでもプレイしたが、結局8月19日が、自身のメジャーリーグでの最後の試合となった。
メジャーでは、前述の通り1896年にピッチャーを1試合務めた以外は、全て外野手として試合に出場した。
1926年、カリフォルニア州サンフランシスコにおいて、59歳で死亡。後に故郷のフォールスシティに埋葬された。

## 詳細情報

### 年度別打撃成績
| 年 度    | 球 団    | 試 合 | 打 席 | 打 数 | 得 点 | 安 打 | 二 塁 打 | 三 塁 打 | 本 塁 打 | 塁 打 | 打 点 | 盗 塁 | 盗 塁 死 | 犠 打 | 犠 飛 | 四 球 | 敬 遠 | 死 球 | 三 振 | 併 殺 打 | 打 率 | 出 塁 率 | 長 打 率 | O P S |
| -------- | -------- | ----- | ----- | ----- | ----- | ----- | -------- | -------- | -------- | ----- | ----- | ----- | -------- | ----- | ----- | ----- | ----- | ----- | ----- | -------- | ----- | -------- | -------- | ----- |
| 1893     | WS1      | 31    | 129   | 116   | 11    | 30    | 1        | 4        | 0        | 39    | 12    | 9     | -        | -     | -     | 12    | -     | 1     | 6     | -        | .259  | .333     | .336     | .670  |
| 1894     | WS1      | 129   | 589   | 523   | 95    | 164   | 26       | 18       | 7        | 247   | 101   | 31    | -        | 1     | -     | 58    | -     | 7     | 38    | -        | .314  | .389     | .472     | .862  |
| 1895     | WS1      | 133   | 571   | 516   | 102   | 142   | 14       | 10       | 8        | 200   | 84    | 28    | -        | 5     | -     | 43    | -     | 7     | 43    | -        | .275  | .339     | .388     | .727  |
| 1896     | WS1      | 79    | 342   | 301   | 47    | 79    | 12       | 6        | 1        | 106   | 49    | 16    | -        | 10    | -     | 27    | -     | 4     | 20    | -        | .262  | .331     | .352     | .683  |
| 1897     | WS1      | 80    | 334   | 300   | 52    | 78    | 14       | 8        | 3        | 117   | 34    | 9     | -        | 3     | -     | 27    | -     | 4     | 15    | -        | .260  | .329     | .390     | .719  |
| MLB：5年 | MLB：5年 | 452   | 1965  | 1756  | 307   | 493   | 67       | 46       | 19       | 709   | 280   | 93    | -        | *19   | -     | 167   | -     | 23    | 122   | -        | .281  | .351     | .404     | .755  |

- 「-」は公式記録なし
- 通算成績の「*数字」は、不明年度がある事を示す。